# Никълъс Галицин (актьор)
Никълъс Димитри Константин Галицин е английски актьор. Роден е на 29 септември 1994 г. Най-известен е с ролите си във филмите High Strung (2016), Handsome Devil (2016), „Пепеляшка“ (2021), и „Пурпурни сърца“ (2022).

## Ранен живот
В детството си Никълъс тренира ръгби и футбол, освен това участва в съзтезания по лека атлетика на окръжно ниво.

## Кариера
Първата роля на Никълъс е във филма „Ритъмът под краката ми“ от 2014, в него играе заедно с актьора Люк Пери. Освен това той изпява няколко от песните за този филм.
През 2015 г. се появява в един епизод от сериала „Легенди“.
През 2016 г. участва в американския драматичен филм High Strung, в него играе млад цигулар, който свири в метрото. През същата година се снима и в ирландската комедийна драма „Красивият дявол“.
През 2017 г. участва в новозеландския филм The Changeover. През тази година участва и във филма The Watcher in the Woods заедно с носителката на оскар Анжелика Хюстън.
През 2019 г. Никълъс получава първата си голяма роля в телевизията в хорър сериала на „Нетфликс“ Chambers. През тази година играе и във филма „Споделяне“.
През 2020 г. играе в ролята на тийнейджъра Тими във филма „Вещи в занаята: Наследство“. През 2021 г. играе в ролята на приц Робърт във филма „Пепеляшка“, като изпълнява седем песни в него.
През 2022 г. Никълъс Галицин е избран за главна роля във филма „Червено, бяло и кралско синьо“. Играе главна роля и във филма „Пурпурни сърца“, който излиза на 29 юли 2022 г. През тази година излиза и дебютната му песен Comfort.

## Личен живот
Галицин живее в Хамърсмит, Лондон, Англия.

## Избрана филмография
| година | филм                          | оригинално заглавие     | роля         | режисьор                |
| ------ | ----------------------------- | ----------------------- | ------------ | ----------------------- |
| 2020   | Вещи в занаята: Наследство    | The Craft: Legacy       | Тими Андрюс  | Зоуи Листър-Джоунс      |
| 2021   | Пепеляшка                     | Cinderella              | Принц Робърт | Кей Кенън               |
| 2022   | Пурпурни сърца                | Purple Hearts           | Люк Мороу    | Елизабет Алън Розенбаум |
| 2023   | Червено, бяло и кралско синьо | Red, White & Royal Blue | Принц Хенри  | Матю Лопес              |